# Љубојно
Љубојно (мкд. Љубојно) је насеље у Северној Македонији, у јужном делу државе. Љубојно припада општини Ресан.

## Географија
Насеље Љубојно је смештено у крајње јужном делу Северне Македоније, близу државне границе са Грчком (4 km јужно од села). Од најближег већег града, Битоља, насеље је удаљено 50 km југозападно, а од општинског средишта 27 јужно.
Љубојно се налази у области Доње Преспе, области око северне обале Преспанског језера. Насеље је смештено на западним падинама планине Баба. Близу села су границе националног парка „Пелистер“. Преспанско језеро се налази 4 km западно од села. Надморска висина насеља је приближно 920 метара.
Клима у насељу је планинска због знатне надморске висине.

## Историја
Село се први пут помиње у повељи Цара Душана 1337. године. Негде се село помиње и као Љубовино, по имену сељанке Љубе, код које су прозивали вино „Љубе, вино!".
Мештанин села Никола Христић-Стасовски је био у Америци и дао 800.000 динара за подизање манастира св. ап. Петра и Павла, освећеног 2. маја 1924.

## Становништво
Љубојно је према последњем попису из 2002. године имало 186 становника.
Претежно становништво су етнички Македонци (94%), а остало су махом Албанци.
Већинска вероисповест је православље.

## Збирка слика
- Сеоска црква
- Стара сеоска градња
- Неке куће имају на фасади написе са именом власника и годином (вероватно изградње)
- Напуштена Основна школа у Љубојну